# Metropolitan Borough of Walsall
(Metropolitan Borough of) Walsall – dystrykt metropolitalny w hrabstwie ceremonialnym West Midlands w Anglii.

## Miasta
- Aldridge
- Bloxwich
- Brownhills
- Darlaston
- Walsall
- Willenhall